# تارا تشامبلر
تارا تشامبلر (بالإنجليزية: Tara Chambler)‏ شخصية خيالية من مسلسل الرعب والدراما الأمريكي الموتى السائرون، أدت دورها الممثلة الآنا ماسترسون.
ظهرت تارا في الحلقة السادسة من الموسم الرابع في 17 نوفمبر، 2013. تعيش تارا مع اختها أبريل وأبوهما ديفيد في أتلانتا. تنضم إلى مجموعة الحاكم، بعدها تساعد غلين على الهرب من السجن وتنضم إلى مجموعة ريك غرايمز.

## وصلات خارجية
- تارا تشامبلر في قاعدة بيانات الأفلام على الإنترنت
- تارا تشامبلر على موقع قناة AMC